# Michel Erb
Michel Erb, né le 19 décembre 1966 à Mulhouse (Haut-Rhin), est un aïkidoka français. Il est depuis 2020, détenteur du 7e dan d'aïkido, remis par L'UFA (Union des Fédérations d'aïkido), ainsi que du 7e dan d'aïkido, par l'Aïkikai de Tokyo.

## Biographie
Michel Erb naît le 19 décembre 1966 à Mulhouse dans le Haut-Rhin. Il débute l'aïkido en 1981 alors qu'il n'est âgé que de 14 ans. Rapidement après le début de son apprentissage, il se met à suivre la totalité des cours d'aïkido que son club organise. En 1987, âgé de 20 ans, Erb se rend à Tokyo pour la première fois. En totale admiration pour le Japon, il y entreprend en 1989 son deuxième voyage. C'est à cette période que Michel étudie l'aïkido sous la direction des experts du Hombu Dojo. Depuis les années 1990, il retourne fréquemment au Japon.
Sa rencontre avec Christian Tissier marque un véritable tournant dans son approche et sa perception de l'aïkido. Ainsi, Michel s'attèle jeune à l'enseignement de l'aïkido.

## Parcours depuis 1990
Michel se fait rapidement remarquer grâce à ses compétences techniques et pédagogiques. En 1995, il est nommé Délégué Technique Régional pour la FFAAA en Bourgogne-Franche-Comté. Il reçoit également la même nomination en Lorraine pour une durée de deux ans en 2001.
En 1994, Erb intègre le Collège Technique National de la FFAAA dont il est membre depuis.
En 2011, il est nommé Directeur Technique National par le groupe «Shōshinkaï Aikido» de la Fédération Suisse «Aïkido Switzerland».
En 2015, il est appelé au poste de Technical Advisor par la fédération «Hellenic Aikido Union» ( HAU ). Il occupe également ce post pour la fédération «Polish Aikido Group» ( PAG ) depuis 2019.
En 2018, Aikido Switzerland le nomme Représentant de la Commission Technique.
Puis en 2019, il est nommé membre de la CSDGE (Commission Spécialisée Des Grades Équivalents) de la FFAAA et est élu représentant du Collège Technique National de la fédération le 24 octobre de la même année.

## Grades
- 1er Dan en 1987
- 2e Dan en 1989
- 3e Dan en 1991
- 4e Dan en 1994
- 5e Dan en 2005
- 6e Dan en 2012 (UFA) et en 2013 (Hombu Dojo)[3]
- 7e Dan en 2020 (UFA) et en 2025 (Hombu Dojo)

## Diplômes
Michel Erb reçoit un Diplôme d’État d’Educateur Sportif 1er degré en 1994, puis un diplôme d’État d’Educateur Sportif 2d degré quelques années plus tard en 2002.
Il est également diplômé du DEJEPS en 2011. Le dernier diplôme lui étant attribué est le DESJEPS en 2019.

## Dans la Presse
Le profil de Michel Erb est présenté dans de nombreux articles de presse, notamment AÏKIDO MAGAZINE en juin 2007, AÏKIDOKA MAGAZINE en juin 2008, Aïkido Journal en 2010 ou Aiki Ch’ti en février 2015,,. D'autres articles faisant mention de Michel Erb sont publiés dans divers autres journaux de presse en France comme dans le monde entier,,,.